# ميغيل لوبيس
هوغو ميغيل ألميدا كوستا لوبيس (بالبرتغالية: Hugo Miguel Almeida Costa Lopes‏) (مواليد 19 ديسمبر 1986 في لشبونة، البرتغال) لاعب كرة قدم برتغالي يجيد اللعب في مركز الظهير الأيمن ويلعب حاليا في نادي بورتو البرتغالي منذ 2009.

## روابط خارجية
- ميغيل لوبيس على موقع الاتحاد الأوربي (الإنجليزية)
- ميغيل لوبيس على موقع اتحاد تركيا (لاعب) (الإنجليزية)
- ميغيل لوبيس على موقع قاعدة بيانات كرة القدم.إي يو (الإنجليزية)
- ميغيل لوبيس على موقع ناشيونال فوتبول تيمز (الإنجليزية)
- ميغيل لوبيس على موقع Soccerbase.com (لاعب) (الإنجليزية)
- ميغيل لوبيس على موقع Soccerway.com (الإنجليزية)
- ميغيل لوبيس على موقع عالم كرة القدم.نت (الإنجليزية)
- ميغيل لوبيس على موقع AS.com (الإسبانية)